# Federazione pallavolistica di Cuba
La Federazione cubana di pallavolo (spa. Federación Cubana de Voleibol) è un'organizzazione fondata per governare la pratica della pallavolo a Cuba.
Organizza il campionato maschile e femminile, e pone sotto la propria egida la nazionale maschile e femminile.
Ha aderito alla FIVB nel 1955.